# Shining, l'enfant lumière
Pour les articles homonymes, voir Shining.
Shining, l'enfant lumière (titre original : The Shining) est un roman d'horreur écrit par Stephen King et publié en 1977. Cet ouvrage, le troisième qu’il publie, l’établit comme une figure importante du genre fantastique. Le roman a été publié pour la première fois en France sous le titre de L'Enfant lumière mais la dénomination Shining a par la suite été retenue pour les éditions ultérieures.
Stanley Kubrick réalise en 1980 une célèbre adaptation cinématographique de ce roman avec Jack Nicholson dans le rôle principal. Mécontent de cette adaptation, King scénarise une autre adaptation sous forme de mini-série en 1997.
Stephen King écrit une suite centrée sur le personnage de Danny Torrance, dont le titre est Docteur Sleep et qui est publiée le 24 septembre 2013 aux États-Unis et le 30 octobre 2013 en France.

## Résumé
Jack Torrance est un homme instruit mais au tempérament colérique. Il tente de reconstruire sa vie et celle de sa famille après la perte de son emploi d’enseignant due à un élan de violence. Ayant arrêté de boire, il accepte un emploi de gardien dans un grand hôtel isolé dans les montagnes, et fermé en hiver. Il emménage dans l’hôtel Overlook (dans les montagnes du Colorado) avec sa femme Wendy et son fils Danny. Ce dernier possède le « Don » (le « shining » du titre) de médium et est sensible aux forces surnaturelles. Le jour de son arrivée à l'hôtel, Danny fait la connaissance de Dick Hallorann, le cuisinier de l'hôtel, qui possède lui aussi le shining mais à un degré bien moindre que le jeune garçon. Hallorann met en garde Danny contre les dangers de l'hôtel qui serait doté d'une conscience, et possédé par des esprits.
Danny, ayant des prémonitions du danger que représente l’endroit pour sa famille, commence à voir des fantômes et des visions terrifiantes du passé de l’hôtel. Il préfère néanmoins se taire, sachant quelle importance revêt ce travail pour son père. Mais l’hôtel commence à posséder Jack, le rendant de plus en plus instable et agressif afin de mieux le manipuler. Peu à peu, et après plusieurs incidents de plus en plus inquiétants, Jack cède au charme vénéneux de l'hôtel et voit son fils et sa femme comme des ennemis dont il faut se débarrasser.
En plein cœur de l'hiver et alors que l'hôtel est quasiment inaccessible en raison de la neige qui l'isole, Jack finit par craquer et tente de tuer son fils dont l'hôtel veut s'approprier les pouvoirs. Pendant ce temps, Hallorann a eu conscience du danger que courent Wendy et Danny et fait l'impossible pour rallier l'hôtel à temps malgré les conditions météo. Wendy, qui a vu avec inquiétude la santé mentale de son mari se dégrader, essaie de protéger son fils de Jack et, au cours d'une violente bagarre avec son mari, tous les deux sont gravement blessés. Jack, animé par l'énergie surnaturelle que lui confère l'hôtel, assomme néanmoins Hallorann, qui vient d'arriver et croit enfin tenir son fils à sa merci. Mais Jack (et l'Overlook) a oublié un détail crucial : la vieille chaudière de l'hôtel qui menace d'exploser si elle n'est pas réglée quotidiennement. Jack se rue alors au sous-sol pour empêcher l'explosion alors que Danny, Wendy et Hallorann se traînent à l'extérieur. Mais il arrive trop tard et la chaudière explose, détruisant l'Overlook et tuant Jack.
Le roman se termine avec Danny et Wendy dans une station estivale dans le Maine où Hallorann travaille comme cuisinier. Tous trois vivent heureux malgré leur peine et le traumatisme qu'ils ont vécu.

## Personnages
Jack Torrance : Un homme pour le moins complexe : profondément marqué par son père pendant sa jeunesse, il est intelligent et très attaché à sa famille. Miné par des problèmes financiers à la suite de son renvoi de l'université où il exerçait, Jack compte sur son travail à l'Overlook pour surmonter sa crise familiale et ses anciens problèmes d'alcoolisme (voir Al Shockley). Très positif, volontaire et entreprenant au début du roman, Jack se laisse progressivement manipuler par l'hôtel qui excite sa curiosité puis joue ensuite sur ses frustrations, ses craintes et ses peines pour mieux le contrôler. Homme déchiré entre l'amour qu'il a pour sa famille et par son devoir de père de famille, Jack semble conscient de l'influence néfaste de l'hôtel (épisode de la chambre 217) sur lui et sur sa famille mais il se laisse entièrement contrôler pour incarner le monstre des cauchemars de Danny. Piégé par Danny, Jack-Le monstre succombe au moment où l'hôtel s'embrase mais Danny a une dernière fois le temps de revoir son père conscient avant que l'hôtel ne reprenne le contrôle.
Wendy Torrance : La femme de Jack Torrance et la mère de Dany. Très amoureuse de son mari et mère aimante, elle est décrite dans le livre comme une femme belle, blonde et sûre d'elle. Wendy choisit de rester avec Jack au moment où leur couple menace d'exploser. Elle croit fortement comme son mari que ce travail à l'Overlook l'aidera à sauver leur couple et si le début de leur séjour semble lui donner raison, le comportement étrange de Danny puis de Jack finit par la convaincre qu'il leur faut quitter l'hôtel au plus vite. Le piège du temps s'étant malheureusement refermé sur eux, Wendy n'hésite pas à mettre sa vie en péril afin de sauver Danny et de se protéger elle-même contre Jack devenu fou. Grâce à l'arrivée providentielle de Dick Hallorann au moment où Jack allait finir par la tuer, Wendy a le temps d'évacuer l'hôtel avec Danny et Dick blessé avant que l'hôtel n'explose. Elle garde néanmoins des séquelles physiques et psychologiques de cette confrontation.
Daniel Anthony Torrance :
Daniel Torrance (ou nommé Danny) est un enfant exceptionnel à beaucoup d'égards. Très en avance pour son âge (5 ans), il possède, comme Dick Hallorann, le don du Shining mais à un degré incroyablement plus fort (« la puissance d'une bombe atomique contre celle d'un pistolet »). Chez Danny, le don se manifeste par l'apparition de Tony (une projection de lui plus vieux bien qu'il l'ignore) qui lui permet de découvrir ou retrouver certaines choses ou objets. Par ailleurs, il peut aussi voir des choses que les gens normaux ne peuvent pas voir : des visions du passé ou du futur. Danny est conscient de ce don qui « l'aide à aider » ses parents dans les crises et surtout qui lui permet de comprendre beaucoup de situations malgré son jeune âge. Mais à partir du moment où son père décroche le job à l'Overlook, les visions de Danny deviennent effrayantes et la venue de Tony lui provoque des cauchemars.
Aimant beaucoup ses parents et particulièrement son père, Danny sait toute l'importance que ce travail a pour lui et pour eux. Il noue dès son arrivée avec le cuisinier Hallorann une relation d'amitié privilégiée (puisqu'ils partagent le même secret) mais aussi extrêmement importante pour la suite du roman puisque cette amitié sera leur « salut » au cours de l'hiver.
Cible principale de l'hôtel qui, pour une raison inconnue, cherche à s'emparer de son pouvoir, Danny doit « affronter » ses peurs et les apparitions que l'hôtel lui envoie. Il en réchappe presque indemne à plusieurs reprises, tant et si bien que l'hôtel continue son travail de manipulation sur Jack Torrance plutôt que sur lui.
Au cours de l'hiver, Jack devenant de plus en plus violent et incontrôlable, Danny envoie finalement un cri de détresse via le Shining reçu brutalement par Dick en Floride, à plus de deux mille kilomètres de distance. Réussissant à fuir la folie de son père et les fantômes de l'Overlook dans les couloirs de l'hôtel, son pouvoir finit par tellement obséder la conscience de l'hôtel que celui-ci en oublie la chaudière et est finalement détruit dans l'incendie. Si Danny perd son père dans cet épisode tragique, la fin du roman semble indiquer qu'il le surmonte plutôt bien. Il a de plus trouvé en Dick Hallorann un père adoptif avec qui il peut partager son plus précieux secret.
Dick Hallorann :
Cuisinier de l'hôtel Overlook pendant la période estivale, Dick Hallorann est un grand noir qui possède également le don du Shining mais à un degré moindre que celui de Danny. Se liant d'amitié avec celui-ci dès leur première rencontre, Hallorann lui donne de très importants conseils afin que son séjour à l'hôtel se passe le mieux possible. Les Torrance lui font une bonne impression lorsqu'il les sonde grâce au Shining mais ce qu'il sent chez Jack le laisse aussi sceptique. Sachant cela, il conseille à Danny d'utiliser le Shining pour l'appeler à distance s'il se sent en danger.
Sa propre expérience à l'Overlook ayant été suffisamment traumatisante pour terrifier un adulte, il sait en son for intérieur que cela risque de mal finir, au cours de l'hiver quand l'hôtel sera libre de déployer complètement son pouvoir. Son intervention sauve la vie de Wendy et de Danny et il résiste à son tour à la tentation de l'hôtel de les tuer pendant leur fuite. Quelques mois plus tard, Hallorann fréquente toujours les Torrance et fait en quelque sorte office de « père adoptif » pour Danny. Le personnage de Dick Hallorann fait brièvement sa réapparition dans Ça.
Al Shockley : Riche héritier d'une famille de possédants, Al Shockley était le principal camarade de beuverie de Jack avant qu'un accident ne les incite à arrêter de boire du jour au lendemain. Ne connaissant ni les problèmes financiers de Jack du fait de sa fortune personnelle, ni les problèmes familiaux de celui-ci puisque résolument célibataire, Al Shockley n'en reste pas moins un confident voire un ami pour Jack puisque c'est lui qui, contre l'avis de son conseil de direction, impose le choix de Jack comme gardien d'hiver de l'Overlook. Irrité par l'attitude de Jack lorsque celui-ci lui annonce indirectement sa décision d'écrire un livre sur l'Overlook, Al ne lui en renouvelle pas moins sa confiance.
Ullman :
Directeur de l'hôtel pendant la période estivale, Ullman est un homme extrêmement consciencieux qui n'hésite pas pour cela à se mettre à dos l'intégralité du personnel. Immédiatement catalogué comme « petit con prétentieux » par Jack dès le premier entretien, Ullman ne cache ni son antipathie ni son mépris pour Jack. Vénérant littéralement « son » hôtel, Ullman a un don certain pour étouffer les affaires susceptibles d'entacher la réputation de l'établissement (ce qui explique sa nomination au poste selon Watson). Dérangé par Jack qui souhaite écrire un ouvrage sur l'hôtel, Ullman n'hésite pas à monter au créneau pour défendre la réputation de l'établissement.
Watson :
Watson est le gardien de l'hôtel pendant la période estivale. C'est sa famille qui a construit l'hôtel en 1907 mais celui-ci a depuis changé de mains de nombreuses fois. Watson est un « Américain typique » qui n'hésite pas à dire ce qu'il pense, surtout du directeur Ullman qu'il ne porte vraiment pas dans son cœur. Il raconte à Jack une partie des anecdotes sanglantes de l'hôtel pendant leur visite.
L'Hôtel :
Construit en 1907 par la famille de Watson, l'Overlook est un hôtel des Montagnes Rocheuses (Colorado) qui fait la fierté de son directeur. Ayant changé de nombreuses fois de propriétaires (y compris de mauvaises mains), l'hôtel a un passé pour le moins agité et surtout particulièrement sanglant : suicides, meurtres. Certaines personnes exceptionnelles possédant le don dit du Shining, un don de voyance, peuvent être témoins de ce passé sanglant sous la forme de visions, d'apparitions, de fantômes, ce qui est le cas de Danny Torrance, Dick Hallorann et d'une femme de chambre.
L'hôtel semble doué d'une conscience autonome foncièrement malfaisante et attirée pour une raison inconnue par le pouvoir psychique de Danny. Afin de mieux influencer puis contrôler ses victimes, la conscience de l'hôtel semble alterner les phases de séduction, de pression et pour finir de terreur. La conscience de l'hôtel aime à s'incarner en la personne d'Horace Derwent, milliardaire mégalomane et despotique de l'après-guerre qui a été le propriétaire le plus extravagant et le plus médiatique de l'hôtel, afin d'approcher ses victimes quitte pour cela à opérer une sorte de « bond dans le temps » afin que les victimes se croient toujours en 1945.
Au cours du roman, l'hôtel a recours à plusieurs reprises à des phases de séduction vis-à-vis de Jack (les bonds dans le temps) ainsi qu'à des pressions (la figure d'Horace Derwent rappelant par son discours paternaliste le père de Jack) et même des apparitions terrifiantes (fantômes, morts-vivants, buis taillés en forme d'animaux). Totalement aveuglée par le pouvoir de Danny et si proche de son but, la conscience de l'hôtel est incapable d'empêcher la chaudière d'exploser malgré l'intervention de Jack, et se consume finalement entièrement avec tous ses fantômes. Alors que Dick Hallorann fait une halte dans la remise avant de s'enfuir définitivement, elle tente une dernière fois de lui faire ramasser le maillet pour tuer Danny et Wendy. Heureusement Hallorann se ressaisit et s'enfuit non sans avoir vu auparavant une énorme main noire s'échapper de l'hôtel et flotter dans les airs avant de se dissiper.
Dans la suite de Shining intitulée Docteur Sleep, on apprend que l'Overlook a complètement brûlé et qu'un camping appartenant à la tribu du « Nœud Vrai » a été aménagé à la place. Quant aux fantômes de l'hôtel, on y apprend également qu'ils ne s'accrochent pas à un lieu mais à une personne.

## Genèse du roman

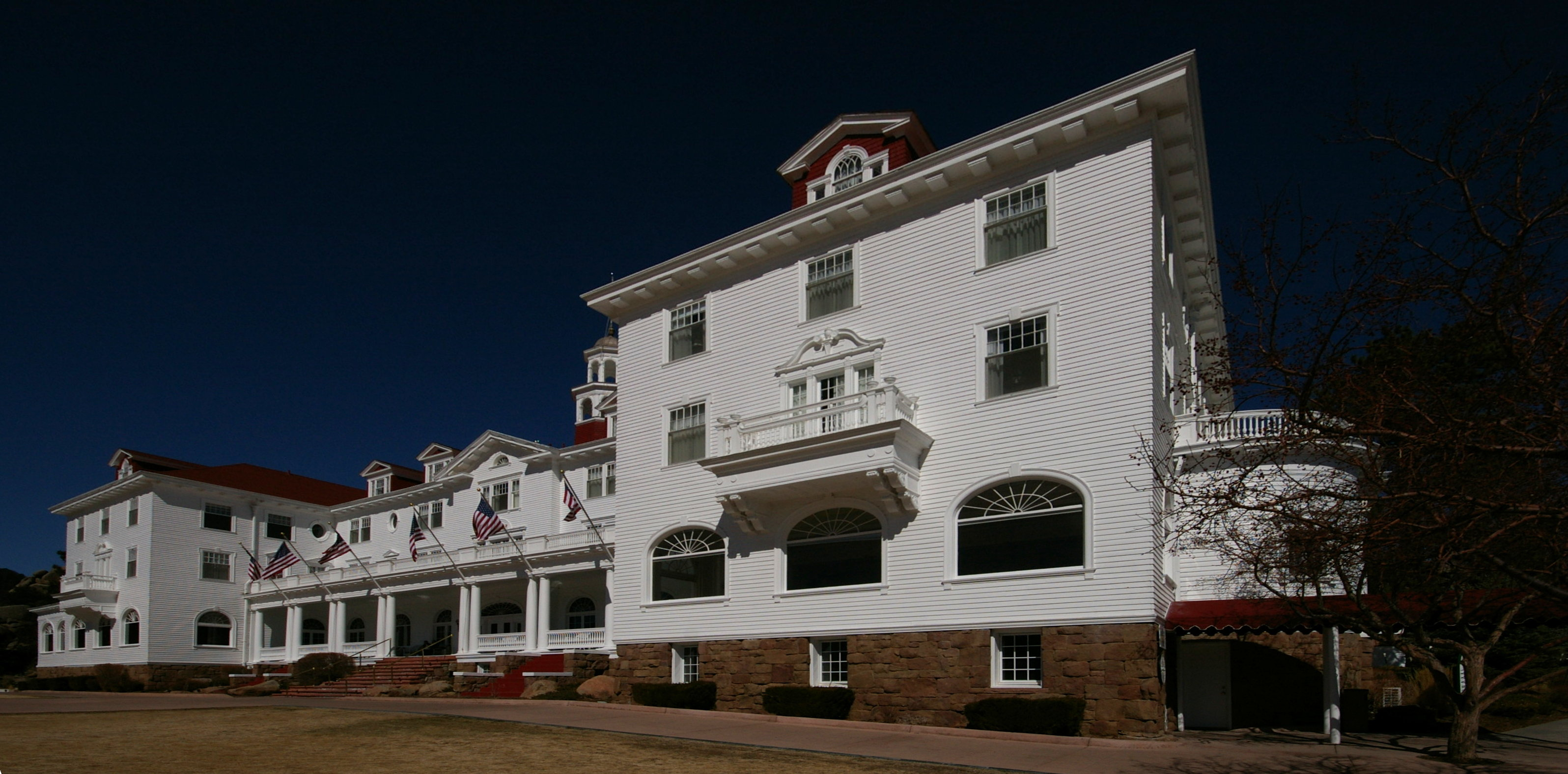
Le Stanley Hotel, à Estes Park dans le Colorado, où Stephen King a imaginé l'histoire de Shining.

Après avoir écrit deux romans dont l'action se situait dans le Maine, Stephen King désirait changer de décor pour son prochain livre et passer un an loin du Maine. Il choisit au hasard sa destination en pointant son doigt sur une carte des États-Unis et ce fut Boulder. En 1974, King s'installa à Boulder avec sa famille. Durant son séjour, la famille King décida de passer des vacances au Stanley Hotel, à Estes Park, dans le comté de Larimer. Mais l'hôtel, inauguré en 1909, devait fermer pour la saison hivernale le lendemain de leur arrivée et les King étaient ses seuls clients. Durant la nuit qu'ils passèrent dans la chambre 217, King fit un rêve dans lequel son fils âgé de trois ans courait en hurlant dans les couloirs de l'hôtel, poursuivi par une lance à incendie. Réveillé par ce cauchemar, King imagina alors les grandes lignes de l'histoire de Shining. Il écrivit le premier jet du roman en moins de quatre mois.
Le premier titre du roman choisi par Stephen King était The Shine, prenant son inspiration dans les paroles « We All Shine On » de la chanson Instant Karma! de John Lennon (1970). Mais la Warner, qui achète les droits du livre fin 1976 en vue de l'adaptation cinématographique, demande à Stephen King de changer le titre du livre, car « Shine » pouvait être assimilé au nom d'une figure fictionnelle du folklore américain du début du XXe siècle, dont le nom, associé à l'image du cireur de chaussures ou de la peau noire, pouvait être jugé offensant. The Shine devient donc The Shining.
La première édition du roman ne comportait ni prologue, ni épilogue, ceux-ci ayant été ajoutés par King dans les éditions suivantes.

## Analyse
Le thème principal du roman est la désintégration de la cellule familiale, un thème souvent repris par Stephen King, ses livres foisonnant de parents destructeurs faisant peser une menace sur leur enfant. Ici, la famille Torrance doit combattre « la triple menace de l'alcoolisme, du divorce et d'une possible folie », menace renforcée par leur isolement. Jack Torrance lutte pour conserver son équilibre mental pendant que son fils Danny, objet des convoitises de l'hôtel hanté, lutte pour sa propre survie et que sa femme Wendy prend peu à peu conscience de leur situation critique. « L'approche minutieuse de la désintégration de Jack » donne au roman toute son énergie et son côté inexorable. L'hôtel Overlook est sans doute le « mauvais endroit » le plus célèbre de toute l'œuvre de King, l'intensité de son imagerie (les animaux taillés dans les haies, l'horloge pleine de sang de la salle de bal, le bar, la suite présidentielle, et bien sûr la chambre 217) dominant le roman. L'ombre semblable à une raie manta qui s'échappe des flammes après sa destruction démontre que « le mal, dans les romans de King, ne meurt jamais vraiment ». Shining est aussi l'un des romans de King qui comporte le plus d'allusions littéraires, allusions à Shirley Jackson, Frank Norris, Ray Bradbury et au Masque de la mort rouge entre autres, et est construit comme une pièce de théâtre en cinq actes.
Pour Laurent Bourdier, le roman présenterait aussi en filigrane une dénonciation du capitalisme. Jack Torrance a perdu son travail et arrive à peine à subvenir aux besoins de sa famille, ce qui serait « l'humiliation ultime de l'homme américain ». L'hôtel Overlook lui offre alors une promesse de réussite en échange de la corruption de son âme. L'hôtel serait un symbole du capitalisme « car il tire son pouvoir de la volonté des individus de se faire une place dans cette société » et pourrait se comparer à une entreprise « dont la préoccupation principale est de faire des profits toujours plus importants - fréquemment au détriment des employés ». Avec « la soumission de Jack aux pouvoirs de l'Overlook », King dénoncerait ainsi « l'idéologie capitaliste et ceux qui la subissent de bon gré ».

## Accueil et distinctions

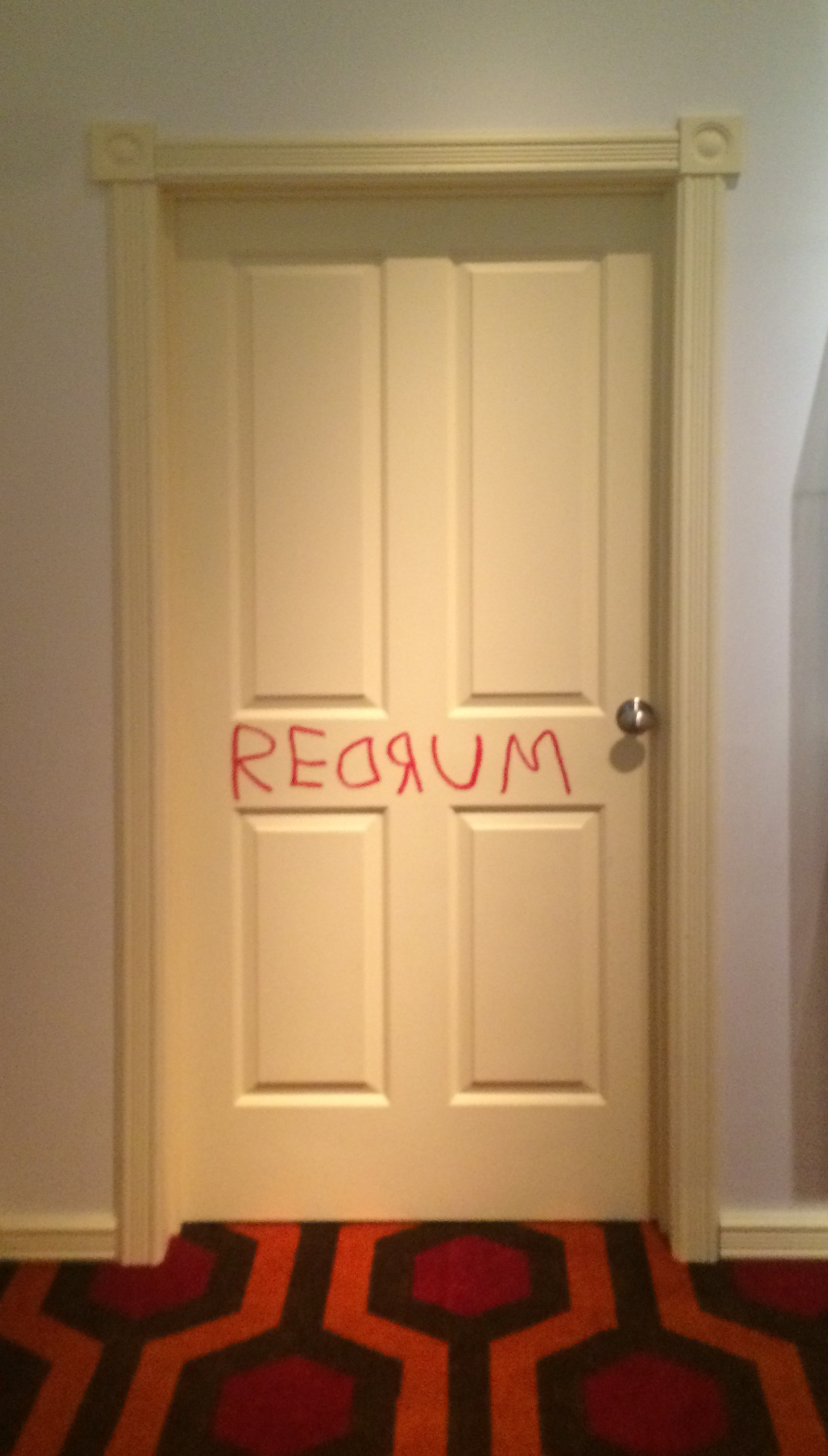
Réplique d'une scénographie du film adapté du roman, lors d'une exposition au Canada en 2015.

Le roman est resté une semaine sur la New York Times Best Seller list, y apparaissant à la huitième place le 27 mars 1977. C'est le premier roman de Stephen King à être apparu sur cette liste de best-sellers. Il est classé à la troisième place des romans favoris des lecteurs de Stephen King lors d'un sondage organisé par le magazine Rolling Stone en 2014.
En 1978, Shining a été nommé au prix Locus du meilleur roman de fantasy, terminant à la quatrième place.

## Adaptations

### Modalités des adaptations
Stanley Kubrick a repris le roman pour réaliser Shining (1980, titre original The Shining), dont l'acteur Jack Nicholson occupe le rôle principal.
Au moment où le projet d'adaptation lui est soumis, Stephen King était très enthousiaste et a donné son feu vert pour d'éventuelles modifications de la part du réalisateur lors de sa transposition à l'écran. Mais le résultat déplaît à Stephen King, jugeant que les choix faits par l’équipe créent de trop grandes différences entre le film et le roman.
Si Stephen King a aimé le film en tant que spectateur[réf. nécessaire], il l'a détesté en tant qu'adaptation car Kubrick a négligé les thèmes de la désintégration de la famille et de l'alcoolisme traités dans son livre. Selon lui, le film passe à côté de la dimension tragique du récit, en évitant la longue descente aux enfers de Jack. Lors d'une interview au journal Rolling Stones, il déclare ainsi : « Le livre est brûlant, et le film est glacial. Dans le livre, il y a tout un arc dans lequel vous voyez cet homme, Jack Torrance, essayer d’être bon, et petit à petit il erre dans ce lieu et sombre dans cet état de folie. Et en ce qui me concerne, quand j’ai vu le film, Jack était fou dès la première scène. »
En 1997, il scénarise et produit Shining (Stephen King's The Shining), une série pour la télévision réalisée par Mick Garris. Paradoxalement, il a eu besoin pour ce faire de l'autorisation de Kubrick, qui a demandé en échange que King arrête de faire des commentaires publics sur sa version.
Le roman a été également adapté, sous le même titre, sous la forme d'un opéra en deux actes composé par Paul Moravec sur un livret de Mark Campbell. Cet opéra a été créé le 7 mai 2016 au Ordway Music Theater de Saint Paul.
Le roman est adapté en pièce de théâtre par Ivo van Hove (réalisateur) et Simon Stephens (script) pour être joué en 2020 au théâtre West End de Londres, puis à Broadway.

### Différences avec le film de Stanley Kubrick
| Film | Roman |
| --- | --- |
| Jack Torrance semble déjà atteint de schizophrénie dès son arrivée à l'hôtel. | Jack, ancien alcoolique, est la victime des forces qui hantent l'hôtel maléfique et qui se font de plus en plus menaçantes au fil du temps (divergence principale entre King et Kubrick). |
| Wendy est une femme excentrique et moyennement attirante. | Wendy est une femme séduisante et sûre d'elle (deuxième divergence entre King et Kubrick). |
| Le numéro de la chambre interdite est 237. | Le numéro de la chambre est 217. |
| L'alcoolisme de Jack n'est pas mentionné dans la version européenne du film. Dans la version américaine, il existe une scène au début du film où Wendy confie à un docteur que Jack a démis le bras de Danny après avoir trop bu, ainsi qu'une scène en milieu de film où Jack confie à Lloyd qu'il n'a pas bu depuis cinq mois. | L'alcoolisme de Jack occupe une très grande place dans le roman, où celui-ci cherche tout au long de l'histoire à lutter contre ses vieux démons (troisième divergence entre King et Kubrick). |
| Le directeur de l'hôtel : Stuart Ullman, semble être un homme charmant et amical. Celui-ci n'hésitant d'ailleurs pas à avouer, durant leur entretien d'embauche, le triple meurtre de la famille du dernier gardien : Delbert Grady, ainsi que le suicide de celui-ci.                                                           | Stuart Ullman est décrit du point de vue de Jack en début de livre comme un « petit con prétentieux ! » autoritaire et se montrant froid avec le personnel de l'hôtel (celui-ci faisant souvent des remarques à Jack sur son alcoolisme, et ne lui cachant pas son mépris), il cherche par tous les moyens à ne pas entacher la réputation de l'hôtel. |
| Watson est un homme brun et maigre, en costume, qui ne prend que peu de place dans l'intrigue. Il est amical envers Jack et Ullman lors de l'entretien, mais ne montre plus d'émotions lors de la visite de l'hôtel. | Watson est un homme blond et obèse, en chemise, qui a une place importante dans l'intrigue, puisque c'est lui qui parle à Jack de la chaudière, un élément clé, ainsi que des scandales qui jalonnent l'hôtel. Il n'aime pas Ullman. |
| Un immense labyrinthe occupe une place prédominante dans le déroulement des événements. | Le labyrinthe n’existe pas. Dans le livre les animaux de buis prennent vie. |
| Danny est confronté aux filles de l'ancien gardien. | Il ne les rencontre pas dans le roman. |
| Tony parle à travers la bouche de Danny et son doigt. | Danny s'évanouit et Tony apparaît pour lui parler. Il a également une apparence propre. |
| Dick Halloran a des visions allongé sur son lit. | Dick Halloran sent une odeur d'orange qui lui annonce une vision imminente. |
| Le film ne mentionne jamais l'épisode des guêpes... | ... pourtant très présent dans le livre (toute une partie). |
| Jack recopie toujours la même phrase All work and no play makes Jack a dull boy. | Jack travaille normalement. |
| Jack se fait servir du Jack Daniel's au bar (détail amusant, le fils de Jack s'appelle Danny). | Jack se fait servir du Martini. |
| L'ascenseur déverse des flots de sang. | L'ascenseur prend vie et libère des fantômes dans tous les étages. On découvre d'ailleurs des confettis, guirlandes et autres décorations à l'intérieur de l'ascenseur. |
| Vers la fin, Wendy a plusieurs visions de fantômes dans l'hôtel. | Wendy ne rencontre pas de fantôme. Cependant, un fantôme (un homme-chien, le visage barbouillé de sang) menace Danny pour qu'il ne puisse pas rejoindre son père. |
| Jack est sur le point de tuer sa famille armé d'une hache. | Jack se sert d'un maillet de roque. |
| Dick Halloran, le chef cuisinier, est tué d'un coup de hache par Jack. | Il ne meurt pas. Il est frappé à la mâchoire par Jack à l'aide de son maillet. |
| Jack poursuit Danny avec sa hache dans les couloirs de l'hôtel puis dans le labyrinthe enneigé. Il meurt congelé, prisonnier de l’Overlook. | Wendy, Halloran et Danny parviennent à s'enfuir avant la destruction de l'hôtel maléfique, qui disparaît après l'explosion de la chaudière. La dernière page du livre raconte la vie de Wendy et Danny vivant avec Dick après la mort de Jack. |

## Publications
Liste non exhaustive.
- En anglais
  - Édition limitée du roman à 1 500 exemplaires non signés et 750 exemplaires signés, comprenant des illustrations de Vincent Chong, a été publiée en octobre 2013 par Subterranean Press[17].

- En français
  - L'Enfant lumière, Jean-Claude Lattès, 1979, traduction de Joan Bernard.
  - Shining, l'enfant lumière, J'ai lu, no 1197, 1981, traduction de Joan Bernard.
  - Shining, Jean-Claude Lattès, 1992, traduction de Joan Bernard.
  - Shining, Le Livre de poche, no 15162, 2007, traduction de Joan Bernard.
  - Le 24 mars 2022, l'hebdomadaire Le 1 publie dans un numéro hors série un texte intitulé Une chambre au petit matin[18]. Il s'agit de l'une des cinq scènes du prologue écrit par Stephen King pour son roman Shining, l'enfant lumière. Inédit en français, ce texte, qui revient sur des événements antérieurs au passage de la famille Torrance à l'hôtel Overlook, avait été retiré de la version définitive du texte en anglais ; dans cette version originale le prologue avait pour titre Before the play (Avant la pièce)[19].
  - Shining, Jean-Claude Lattès, 2023, nouvelle traduction de Jean Esch.